# Кризантема (ТВ филм из 1987)
„Кризантема” је југословенски ТВ филм из 1987. године. Режирао га је Георгиј Паро који је написао и сценарио по делу Маријана Матковића.

## Улоге
| Глумац           | Улога  |
| ---------------- | ------ |
| Вишња Бабић      | Неда   |
| Велимир Цокљат   | Бранко |
| Емил Глад        |        |
| Перо Квргић      |        |
| Бранислав Лечић  |        |
| Вили Матула      |        |
| Љубо Зечевић     |        |
| Звонимир Зоричић | Оскар  |